# 聖阿瑟夫教區
聖公會聖阿瑟夫教區（英語：Diocese of St Asaph）是聖公會威爾斯教會的一個教區。轄區位於威爾斯東北部。下分三個會吏長區。
教區由聖芒戈創立於公元6世紀，並由聖阿瑟夫接任第二任主教。座堂是聖阿瑟夫座堂。現任主教為格里高利．卡梅倫。